# Episodi di Winning Time - L'ascesa della dinastia dei Lakers (prima stagione)
La prima stagione della serie televisiva Winning Time - L'ascesa della dinastia dei Lakers, composta da 10 episodi, è stata trasmessa sul canale statunitense via cavo HBO dal 6 marzo all’8 maggio 2022.
In Italia, la stagione è andata in onda in prima visione sul canale satellitare Sky Atlantic il 2 giugno 2022.
| nº | Titolo originale              | Titolo italiano                           | Prima TV USA   | Prima TV Italia |
| -- | ----------------------------- | ----------------------------------------- | -------------- | --------------- |
| 1  | The Swan                      | Il cigno                                  | 6 marzo 2022   | 2 giugno 2022   |
| 2  | Is That All There Is?         | È tutto qua?                              | 13 marzo 2022  | 2 giugno 2022   |
| 3  | The Good Life                 | La bella vita                             | 20 marzo 2022  | 2 giugno 2022   |
| 4  | Who the F**k Is Jack McKinney | Chi c***o è Jack McKinney?                | 27 marzo 2022  | 2 giugno 2022   |
| 5  | Pieces of a Man               | Pezzi di un uomo                          | 3 aprile 2022  | 2 giugno 2022   |
| 6  | Memento Mori                  | Memento mori                              | 10 aprile 2022 | 2 giugno 2022   |
| 7  | Invisible Man                 | L'uomo invisibile                         | 17 aprile 2022 | 2 giugno 2022   |
| 8  | California Dreaming           | Non fermarti finché non ne hai abbastanza | 24 aprile 2022 | 2 giugno 2022   |
| 9  | Acceptable Loss               | Perdita accettabile                       | 1º maggio 2022 | 2 giugno 2022   |
| 10 | Promised Land                 | La terra promessa                         | 8 maggio 2022  | 2 giugno 2022   |